# Педурень (Граждурі, Ясси)
Педурень, Педурені (рум. Pădureni) — село у повіті Ясси в Румунії. Входить до складу комуни Граждурі.
Село розташоване на відстані 305 км на північ від Бухареста, 18 км на південь від Ясс.

## Населення
За даними перепису населення 2002 року у селі проживали 509 осіб, з них 508 осіб (99,8%) румунів. Рідною мовою 508 осіб (99,8%) назвали румунську.